# Archanara nigropunctata
Archanara nigropunctata là một loài bướm đêm trong họ Noctuidae.